# Epilissus apotolamproides
Epilissus apotolamproides är en skalbaggsart som beskrevs av Lebis 1961. Epilissus apotolamproides ingår i släktet Epilissus och familjen bladhorningar. Inga underarter finns listade i Catalogue of Life.